# Uraeginthus
Uraeginthus – rodzaj ptaków z podrodziny astryldów (Estrildinae) w rodzinie astryldowatych (Estrildidae).

## Zasięg występowania
Rodzaj obejmuje gatunki występujące w Afryce.

## Morfologia
Długość ciała 12–14 cm; masa ciała 6,3–17,4 g.

## Systematyka

### Etymologia
- Uraeginthus: gr. ουρα oura „ogon”; αιγινθος aiginthos „nieznany ptak”, być może zięba[5].
- Granatina: epitet gatunkowy Fringilla granatina Linnaeus, 1766; fr. grenadier „grenadier”[6]. Gatunek typowy: Fringilla granatina Linnaeus, 1766.

### Podział systematyczny
Do rodzaju należą następujące gatunki:
- Uraeginthus granatinus (Linnaeus, 1766) – motylik fioletowouchy
- Uraeginthus ianthinogaster Reichenow, 1879 – motylik niebieskobrzuchy
- Uraeginthus angolensis (Linnaeus, 1758) – motylik sawannowy
- Uraeginthus bengalus (Linnaeus, 1766) – motylik krasnouchy
- Uraeginthus cyanocephalus (Richmond, 1897) – motylik błękitnogłowy